# Janno Prants
Janno Prants (ur. 19 grudnia 1973 w Võru) – estoński biathlonista.
Najwyższe miejsce w klasyfikacji generalnej pucharu świata w biathlonie zajął w sezonie 2001/2002 – była to 42. pozycja.
Swój ostatni biathlonowy występ zanotował 14 lutego 2006 podczas Zimowych Igrzysk Olimpijskich 2006.

## Osiągnięcia

### Igrzyska olimpijskie
| Rok  | Miejscowość    | Konkurencje | Konkurencje | Konkurencje | Konkurencje | Konkurencje | Konkurencje | Konkurencje |
| Rok  | Miejscowość    | IN          | SP          | PU          | MS          | RL          | MR          | SR          |
| ---- | -------------- | ----------- | ----------- | ----------- | ----------- | ----------- | ----------- | ----------- |
| 1998 | Nagano         | 18.         | 43.         | nd.         | nd.         | 13.         | nd.         | –           |
| 2002 | Salt Lake City | 63.         | 45.         | DNF         | nd.         | 11.         | nd.         | –           |
| 2006 | Turyn          | –           | 75.         | –           | –           | –           | nd.         | –           |

### Mistrzostwa świata
| Rok  | Miejscowość     | Konkurencje | Konkurencje | Konkurencje | Konkurencje | Konkurencje | Konkurencje | Konkurencje | Konkurencje |
| Rok  | Miejscowość     | IN          | SP          | PU          | MS          | RL          | MR          | SR          | DR          |
| ---- | --------------- | ----------- | ----------- | ----------- | ----------- | ----------- | ----------- | ----------- | ----------- |
| 1995 | Rasen-Antholz   | 61.         | 59.         | nd.         | nd.         | 18.         | nd.         | –           | {{{11}}}.   |
| 1996 | Ruhpolding      | 73.         | –           | nd.         | nd.         | 17.         | nd.         | –           | {{{11}}}.   |
| 1997 | Osrblie         | 39.         | 35.         | 34.         | nd.         | 9.          | nd.         | –           | {{{11}}}.   |
| 1999 | Oslo            | 38.         | 42.         | 29.         | –           | 13.         | nd.         | nd.         | {{{11}}}.   |
| 2000 | Oslo/Lahti      | 51.         | 65.         | –           | –           | 13.         | nd.         | nd.         | {{{11}}}.   |
| 2001 | Pokljuka        | 49.         | 61.         | –           | –           | 15.         | nd.         | nd.         | {{{11}}}.   |
| 2003 | Chanty-Mansyjsk | 71.         | –           | –           | –           | 9.          | nd.         | nd.         | {{{11}}}.   |
| 2004 | Oberhof         | 68.         | 78.         | –           | –           | 14.         | nd.         | nd.         | {{{11}}}.   |
| 2005 | Hochfilzen      | –           | 63.         | –           | –           | 16.         | nd.         | nd.         | {{{11}}}.   |